# Las 49 leyes
Las 49 leyes habilitantes fueron una serie de decretos de ley aprobados por el presidente Hugo Chávez mediante su segunda ley habilitante el 13 de noviembre de 2001 y promulgados el 10 de diciembre. Estas leyes fueron sumamente controversiales.

## Leyes
Fueron un total de 49 decretos de ley los promulgados, estos eran:
- Ley de Tierras y Desarrollo Agrícola.[4]
- Ley de Hidrocarburos.[5]
- Ley Orgánica de Hidrocarburos Gaseosos.[6]
- Ley de Pesca.[7]
- Ley de Reforma Parcial del Código Orgánico Procesal Penal.[8]
- Ley Aprobatoria del Convenio para Facilitar el Tráfico Marítimo Internacional.[9]
- Ley de Reforma de la Ley General de Bancos y Otras Instituciones Financieras.[10]
- Ley de Reforma Parcial del Código Orgánico Procesal Penal.[11]
- Ley para la Promoción y Desarrollo de la Pequeña y Mediana Industria.[12]
- Ley de Reforma Parcial de la Ley de Crédito para el Sector Agrícola.[13]
- Ley de Comercio Marítimo.[14]
- Ley de los Órganos de Investigaciones Científicas, Penales y Criminalísticas.[15]
- Ley de Cajas de Ahorro y Fondos de Ahorro.[16]
- Ley Especial de Asociaciones Cooperativas.
- Ley General de Puertos.[17]
- Ley sobre Sustancias, Materiales y Desechos Peligrosos[18]
- Ley de Empresas de Seguros y Reaseguros[19]
- Ley de Reforma Parcial del Estatuto Orgánico del Desarrollo de Guayana[20]
- Ley del Contrato de Seguro.[21]

## Consecuencias
A raíz de la promulgación de las leyes, Fedecámaras y la Confederación de Trabajadores de Venezuela convocaron a un paro cívico para 10 de diciembre de 2001 el cual fue calificado como exitoso por sus organizadores, reportando un 90% de participación. La ley de pesca provocó que la flota pesquera venezolana comenzara una huelga indefinida. El presidente de la Federación Nacional de Asociaciones Pesqueras (Fenapesca), Guido Solari, dijo que varias de las disposiciones del nuevo reglamento, incluido un incremento de la base tributaria y la disminución de la zona de operación, se oponen a los intereses del sector.

El 14 de diciembre la Asamblea Nacional designó una comisión especial para revisar las 49 leyes, encabezada por la fracción más moderado del Chavismo. El 19 de diciembre Fedecámaras interpuso una acción judicial solicitando la nulidad de los 49 decretos. 2 días antes Hugo Chávez declaró que:
"Si aceptamos alguna modificación sería apretar más. Por ejemplo, a los banqueros podemos ponerles una ley más severa; igual a los terratenientes..."
El 23 de enero de 2002 se llevó a cabo una multitudinaria marcha pacífica contra la ley de tierras que superó a una manifestación oficialista simultánea encabezada por 20.000 campesinos. Después del golpe de Estado en Venezuela de 2002, el breve gobierno de Pedro Carmona derogó a las 49 leyes mediante el acta de Constitución del Gobierno de Transición Democrática y Unidad Nacional. Sin embargo, no fueron publicadas en la Gaceta Oficial y no fue efectiva la derogación quedando vigentes la mayoría hasta la actualidad.
En 2004 la Fiscalía General de Venezuela admitió parcialmente que el gobierno de Hugo Chávez no cumplió con todos los requisitos que dictó la Asamblea Nacional en relación con la Ley Habilitante. La fiscal Alicia Monagas explicó que durante el proceso de elaboración y sanción de las leyes, el Poder Ejecutivo no buscó consultas con los sectores interesados, como lo establecen los artículos 206 y 211 de la Constitución de Venezuela.